# 中国生物圈保护区网络
中国生物圈保护区网络，自1993年由中国人与生物圈国家委员会创建，山西五台山草甸、内蒙古锡林郭勒草原、山东黄河三角洲、甘肃安西极旱荒漠、宁夏云雾山草原、新疆新源山地草甸类草地等自然保护区及此前已纳入世界生物圈保护区网络的生物圈保护区获准成为创始成员以来，迄今共有成员147个。申报世界生物圈保护区者须先加入中国生物圈保护区网络，自然保护区、风景名胜区、森林公园、畜禽遗传资源保护区、植物园等均可申请入网。

## 中国生物圈保护区网络成员列表
（以加入时保护地类型之当前级别为准）
- 北京市（2）
  - 北京松山国家级自然保护区
  - 百花山国家级自然保护区

- 天津市（2）
  - 古海岸与湿地国家级自然保护区
  - 蓟县中、上元古界地层剖面国家级自然保护区

- 河北省（4）
  - 昌黎黄金海岸国家级自然保护区
  - 雾灵山国家级自然保护区
  - 衡水湖国家级自然保护区
  - 柳江盆地地质遗迹国家级自然保护区

- 山西省（3）
  - 庞泉沟国家级自然保护区
  - 历山国家级自然保护区
  - 五台山草甸省级自然保护区

- 内蒙古自治区（19）
  - 锡林郭勒草原国家级自然保护区
  - 赛罕乌拉国家级自然保护区
  - 达赉湖国家级自然保护区
  - 白音敖包国家级自然保护区
  - 黑里河国家级自然保护区
  - 大黑山国家级自然保护区
  - 科尔沁国家级自然保护区
  - 西鄂尔多斯国家级自然保护区
  - 内蒙古贺兰山国家级自然保护区
  - 内蒙古达尔滨湖国家森林公园
  - 内蒙古黄岗梁国家森林公园
  - 达里诺尔国家级自然保护区
  - 高格斯台罕乌拉国家级自然保护区
  - 图牧吉国家级自然保护区
  - 辉河国家级自然保护区
  - 红花尔基樟子松林国家级自然保护区
  - 大兴安岭汗马国家级自然保护区
  - 国家级阿拉善双峰驼保护区 1
  - 国家级内蒙古绒山羊（阿拉善型）保护区 1

- 辽宁省（5）
  - 蛇岛、老铁山国家级自然保护区
  - 白石砬子国家级自然保护区
  - 医巫闾山国家级自然保护区区
  - 双台河口国家级自然保护区
  - 成山头海滨地貌国家级自然保护区 2

- 吉林省（4）
  - 长白山国家级自然保护区
  - 伊通火山群国家级自然保护区
  - 龙湾国家级自然保护区
  - 向海国家级自然保护区

- 黑龙江省（8）
  - 丰林国家级自然保护区
  - 五大连池国家级自然保护区
  - 扎龙国家级自然保护区
  - 兴凯湖国家级自然保护区
  - 凉水国家级自然保护区
  - 呼中国家级自然保护区
  - 乌伊岭国家级自然保护区
  - 翠北湿地省级自然保护区

- 上海市（2）
  - 崇明东滩鸟类国家级自然保护区
  - 九段沙湿地国家级自然保护区

- 江苏省（2）
  - 盐城沿海滩涂珍禽国家级自然保护区
  - 大丰麋鹿国家级自然保护区

- 浙江省（4）
  - 天目山国家级自然保护区
  - 南麂列岛海洋国家级自然保护区
  - 临安清凉峰国家级自然保护区
  - 山沟沟风景名胜区 3

- 安徽省（3）
  - 鹞落坪国家级自然保护区
  - 升金湖国家级自然保护区
  - 铜陵淡水豚国家级自然保护区

- 福建省（7）
  - 武夷山国家级自然保护区
  - 将乐龙栖山国家级自然保护区
  - 梅花山国家级自然保护区
  - 福建福州国家森林公园
  - 峨嵋峰省级自然保护区
  - 天宝岩国家级自然保护区
  - 梁野山国家级自然保护区

- 江西省（6）
  - 鄱阳湖候鸟国家级自然保护区
  - 桃红岭梅花鹿国家级自然保护区
  - 九连山国家级自然保护区
  - 江西武夷山国家级自然保护区
  - 井冈山国家级自然保护区
  - 五指峰省级自然保护区

- 山东省（2）
  - 黄河三角洲国家级自然保护区
  - 山旺古生物化石国家级自然保护区

- 河南省（4）
  - 宝天曼国家级自然保护区
  - 鸡公山国家级自然保护区
  - 连康山国家级自然保护区
  - 小秦岭国家级自然保护区

- 湖北省（3）
  - 神农架国家级自然保护区
  - 长江天鹅洲白鱀豚国家级自然保护区
  - 长江新螺段白鱀豚国家级自然保护区

- 湖南省（1）
  - 八大公山国家级自然保护区

- 广东省（12）
  - 鼎湖山国家级自然保护区
  - 南岭国家级自然保护区
  - 车八岭国家级自然保护区
  - 内伶仃岛－福田国家级自然保护区
  - 惠东港口海龟国家级自然保护区
  - 深圳市中国科学院仙湖植物园
  - 珠江口中华白海豚国家级自然保护区
  - 雷州珍稀海洋生物国家级自然保护区
  - 始兴南山省级自然保护区
  - 象头山国家级自然保护区
  - 湛江红树林国家级自然保护区
  - 丹霞山国家级自然保护区

- 广西壮族自治区（9）
  - 山口红树林生态国家级自然保护区
  - 大明山国家级自然保护区
  - 花坪国家级自然保护区
  - 猫儿山国家级自然保护区
  - 北仑河口国家级自然保护区
  - 㟖岗国家级自然保护区
  - 大瑶山国家级自然保护区
  - 木论国家级自然保护区
  - 九万山国家级自然保护区

- 海南省（3）
  - 三亚珊瑚礁国家级自然保护区
  - 大田国家级自然保护区
  - 尖峰岭国家级自然保护区

- 四川省（12）
  - 卧龙国家级自然保护区
  - 九寨沟国家级自然保护区
  - 黄龙寺省级自然保护区
  - 亚丁国家级自然保护区
  - 唐家河国家级自然保护区
  - 长宁竹海国家级自然保护区
  - 米亚罗省级风景名胜区  4
  - 龙溪－虹口国家级自然保护区
  - 东阳沟省级自然保护区
  - 毛寨省级自然保护区
  - 米仓山国家级自然保护区
  - 雪宝顶国家级自然保护区

- 贵州省（8）
  - 梵净山国家级自然保护区
  - 茂兰国家级自然保护区
  - 习水中亚热带长绿阔叶林国家级自然保护区
  - 赤水桫椤国家级自然保护区
  - 麻阳河国家级自然保护区
  - 威宁草海国家级自然保护区
  - 雷公山国家级自然保护区
  - 宽阔水国家级自然保护区

- 云南省（2）
  - 西双版纳国家级自然保护区
  - 高黎贡山国家级自然保护区

- 西藏自治区（1）
  - 珠穆朗玛峰国家级自然保护区

- 陕西省（6）
  - 佛坪国家级自然保护区
  - 太白山国家级自然保护区
  - 长青国家级自然保护区
  - 汉中朱鹮国家级自然保护区
  - 中国科学院陕西省秦岭植物园 5
  - 牛背梁国家级自然保护区

- 甘肃省（4）
  - 白水江国家级自然保护区
  - 祁连山国家级自然保护区
  - 安西极旱荒漠国家级自然保护区
  - 莲花山国家级自然保护区

- 宁夏回族自治区（2）
  - 贺兰山国家级自然保护区
  - 云雾山草原自治区级自然保护区

- 新疆维吾尔自治区（7）
  - 中国温带荒漠区博格达峰北麓生物圈保护区 6
  - 阿尔金山国家级自然保护区
  - 哈纳斯国家级自然保护区
  - 塔里木胡杨国家级自然保护区
  - 奇台荒漠草原类草地自治区级自然保护区
  - 新源山地草甸类草地自治区级自然保护区
  - 阿尔泰山两河源自然保护区7

## 附注
1 为国家级畜禽遗传资源保护区。
2 属计划单列市大连。
3 内含“余杭区窑头山”和“余杭区鸬鸟红桃山”等两处浙江省级自然保护小区（2002年批准），亦属国家级森林公园（加入网络后批准）。
4 亦属四川省级自然保护区（加入网络后批准）。
5 亦为秦岭国家植物园。
6 由中国科学院新疆生态与地理研究所阜康荒漠生态系统观测试验站和新疆维吾尔自治区天池博格达峰自治区级自然保护区组成。
7 为自治区级自然保护区。